# Statuut voor het Koninkrijk der Nederlanden
Het Statuut voor het Koninkrijk der Nederlanden (1954) is een overeenkomst tussen de landen van het Koninkrijk der Nederlanden. Het regelt de verhoudingen tussen die landen. 
Het Statuut is sinds de vaststelling in 1954 een aantal keren gewijzigd. Wijziging gebeurt bij Rijkswet; anders dan bij wijziging van de Grondwet zijn er niet een eerste en tweede lezing. Wel moet het door de Staten-Generaal aangenomen voorstel van Rijkswet door de overzeese landen bij landsverordening worden aanvaard, voordat de Koning de Rijkswet kan bekrachtigen. De goedkeuring van zo'n aanvaardingslandsverordening geschiedt in twee lezingen, waarbij de tweede lezing achterwege blijft als het in de eerste lezing met een tweederdemeerderheid wordt goedgekeurd.
De laatste wijziging van het Statuut werd van kracht op 1 januari 2024. Daarvoor werd het gewijzigd op 17 november 2017 in het kader van de staatkundige hervormingen binnen het Koninkrijk der Nederlanden.

## Geschiedenis
De Tweede Wereldoorlog zorgde voor een andere kijk op het Koninkrijk en het kolonialisme zoals dat tot 1939 had gefunctioneerd. Suriname en het Gebiedsdeel Curaçao (vanaf 1948 officieel 'de Nederlandse Antillen') waren in die tijd de enige stukjes onbezet 'Nederland'. Bijzonder was dat meer dan de helft van de geallieerde vliegtuigbrandstof uit de raffinaderijen van Curaçao en Aruba kwam. Koningin Wilhelmina kondigde via Radio Oranje in 1942 al meer zelfstandigheid aan voor de overzeese delen. Voor Nederlands-Indië bleek dat niet genoeg. In 1945 werd eenzijdig de onafhankelijkheid uitgeroepen. In 1949 werd uiteindelijk door Nederland de soevereiniteit overgedragen aan de Republiek Indonesië.
In 1948 waren intussen de onderhandelingen begonnen met Suriname en de Nederlandse Antillen. Het 'Statuut voor het Koninkrijk der Nederlanden', ofwel kortweg het Statuut, was in 1954 voltooid. Het juridisch ontwerp voor de regeling wordt toegeschreven aan Wim van der Grinten, toenmalige staatssecretaris belast met publiekrechtelijk bedrijfsorganisatie. Betrokken bij de totstandkoming van het statuut waren de ministers Willem Kernkamp, Leendert Donker en Louis Beel namens Nederland, Archibald Currie namens Suriname en Moises Frumencio da Costa Gomez namens de Nederlandse Antillen. De acte van bevestiging werd op 15 december 1954 in de Ridderzaal plechtig ondertekend door koningin Juliana en op 29 december 1954 officieel afgekondigd. De verjaardag van het Statuut wordt elk jaar op 15 december op Koninkrijksdag gevierd.
In het statuut was het uitgangspunt de gelijkwaardigheid van Nederland, Suriname en de Nederlandse Antillen (Nederlands-Nieuw-Guinea niet). Ieder land behield een gouverneur ter vertegenwoordiging van de Koning (behalve Nederland, want daar zetelde de Koning zelf). Ieder land kreeg een geheel eigen regering en alle landen behalve Nederland stuurden een gevolmachtigd minister naar Nederland als vertegenwoordiger van de eigen regering voor overleg aangaande de zaken van het Koninkrijk (wijzigingen aan het Statuut, aan de Grondwet voor zover het de zaken van het Koninkrijk aanging en de rijkswetten). De gezamenlijke aangelegenheden van het Koninkrijk werden in gezamenlijk overleg beslist. 
De eerste aanpassing aan het statuut kwam in 1975. Het kabinet-Den Uyl was aan de macht en besloten werd dat "het eigenlijk niet meer kon om nog kolonies te hebben". Met ingang van 1975 werden Nederland en de Nederlandse Antillen afzonderlijke landen binnen het koninkrijk. Nieuw-Guinea was al weg, Suriname werd geheel onafhankelijk (en kreeg daarbij van Nederland 3,5 miljard gulden). 
De volgende aanpassingen kwamen kort na elkaar in 1985. Aruba wilde zijn vleugels spreiden en het nest verlaten. Als overgangsregeling kreeg Aruba een "status aparte"—het werd een apart land binnen het Koninkrijk (zodat het statuut weer voor drie landen gold) en in de tekst van het nieuwe statuut was opgenomen dat dit was ter voorbereiding van een onafhankelijk Aruba.
In 1994 en 1998 volgden ook aanpassingen. Naast enige zaken van technische aard was de opmerkelijkste aanpassing het verdwijnen van de tekst over de uiteindelijke onafhankelijkheid van Aruba.
In 2010 werd het Statuut gewijzigd in verband met de staatkundige hervormingen binnen het Koninkrijk der Nederlanden.
In 2017 werd het Statuut verder aangepast in verband met de staatkundige hervormingen. Omdat in de op dezelfde datum gewijzigde Grondwet een wettelijke basis was opgenomen voor de instelling en opheffing van andere territoriale openbare lichamen dan provincies en gemeenten in Caribisch Nederland, kon het hierover in het Statuut sinds 2010 opgenomen artikel vereenvoudigd worden.

## Uitgangspunten
De uitgangspunten van het Statuut zijn één gezamenlijke Nederlandse nationaliteit voor alle inwoners van het Koninkrijk, één staatshoofd (de wettige opvolgers van koningin Juliana), één gemeenschappelijk buitenlands beleid en één gezamenlijke defensie.
Samenwerking op meer terreinen was en is mogelijk, maar de landen van het Koninkrijk zijn ieder tot op grote hoogte autonoom bij het regelen van de eigen interne aangelegenheden.

## Het Statuut
De eerste regel van het statuut luidt:
"Wet van 28 October 1954, houdende aanvaarding van een statuut voor het Koninkrijk der Nederlanden"

### Preambule

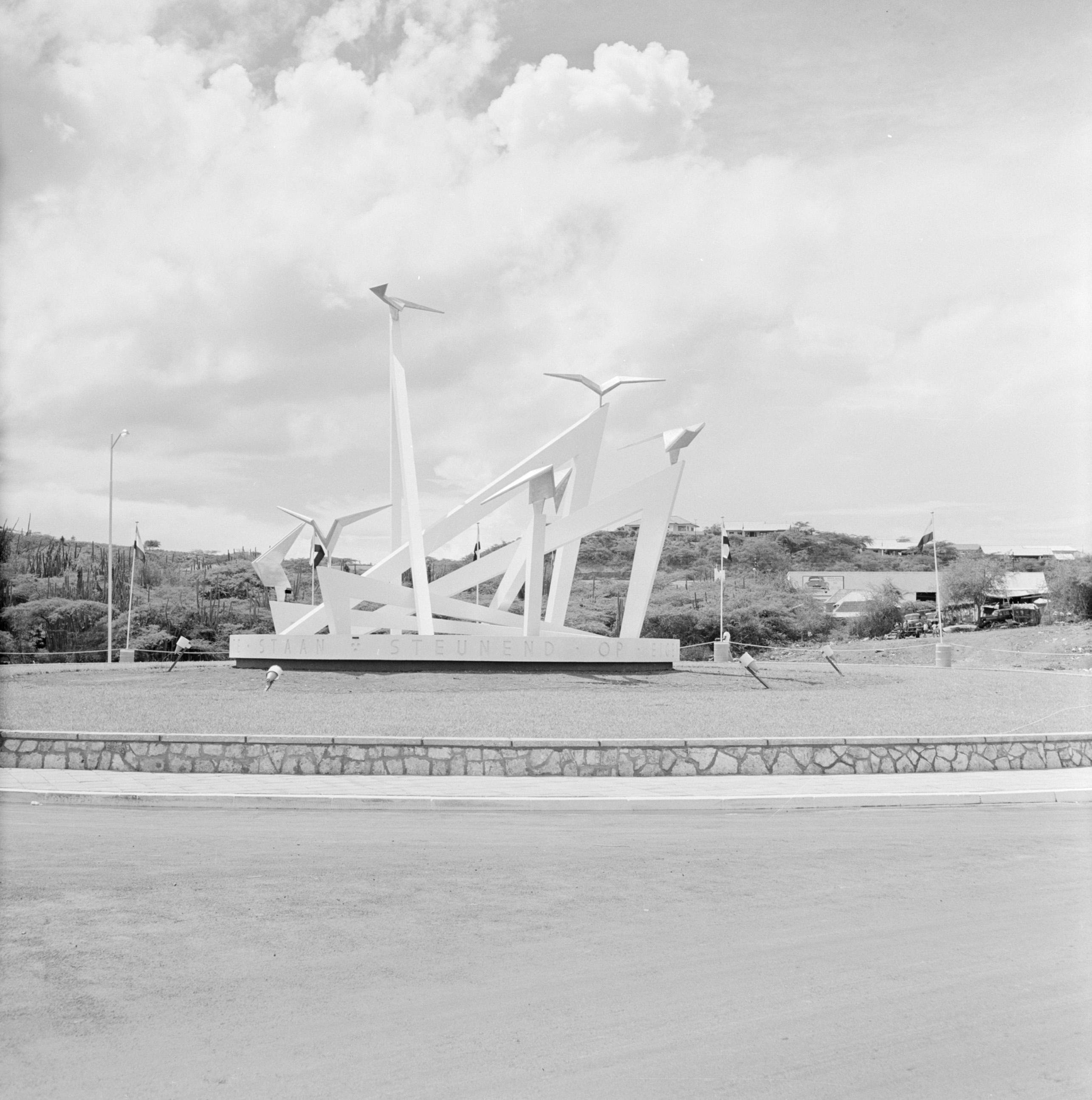
Het autonomiemonument in Willemstad, Curaçao, onthuld op 19 oktober 1955 door koningin Juliana ter herdenking van de invoering van het Statuut voor het Koninkrijk der Nederlanden. Het stelt een nest met zes vogels voor (de zes eilanden) en is ontworpen door Jacob Fresco. Het randschrift luidt 'Steunend op eigen kracht doch met de wil elkander bij te staan'.

Na de titelregel volgt een preambule, die sinds 10 oktober 2010 de volgende tekst heeft:
"Nederland, Aruba, Curaçao en Sint Maarten,
constaterende dat  Nederland, Suriname en de Nederlandse Antillen in 1954 uit vrije wil hebben verklaard in het Koninkrijk der Nederlanden een nieuwe rechtsorde te aanvaarden, waarin zij de eigen belangen zelfstandig behartigen en op voet van gelijkwaardigheid de gemeenschappelijke belangen verzorgen en wederkerig bijstand verlenen, en hebben besloten in gemeen overleg het Statuut voor het Koninkrijk vast te stellen;
constaterende dat de statutaire band met Suriname is beëindigd met ingang van 25 november 1975 door wijziging van het Statuut bij rijkswet van 22 november 1975, Stb. 617, PbNA 233;
constaterende dat Aruba uit vrije wil heeft verklaard deze rechtsorde als land te aanvaarden met ingang van 1 januari 1986 voor een periode van tien jaar en met ingang van 1 januari 1996 voor onbepaalde tijd;
overwegende dat Curaçao en Sint Maarten elk uit vrije wil hebben verklaard deze rechtsorde als land te aanvaarden;
hebben besloten in gemeen overleg het Statuut voor het Koninkrijk als volgt nader vast te stellen."

## Afbeeldingen

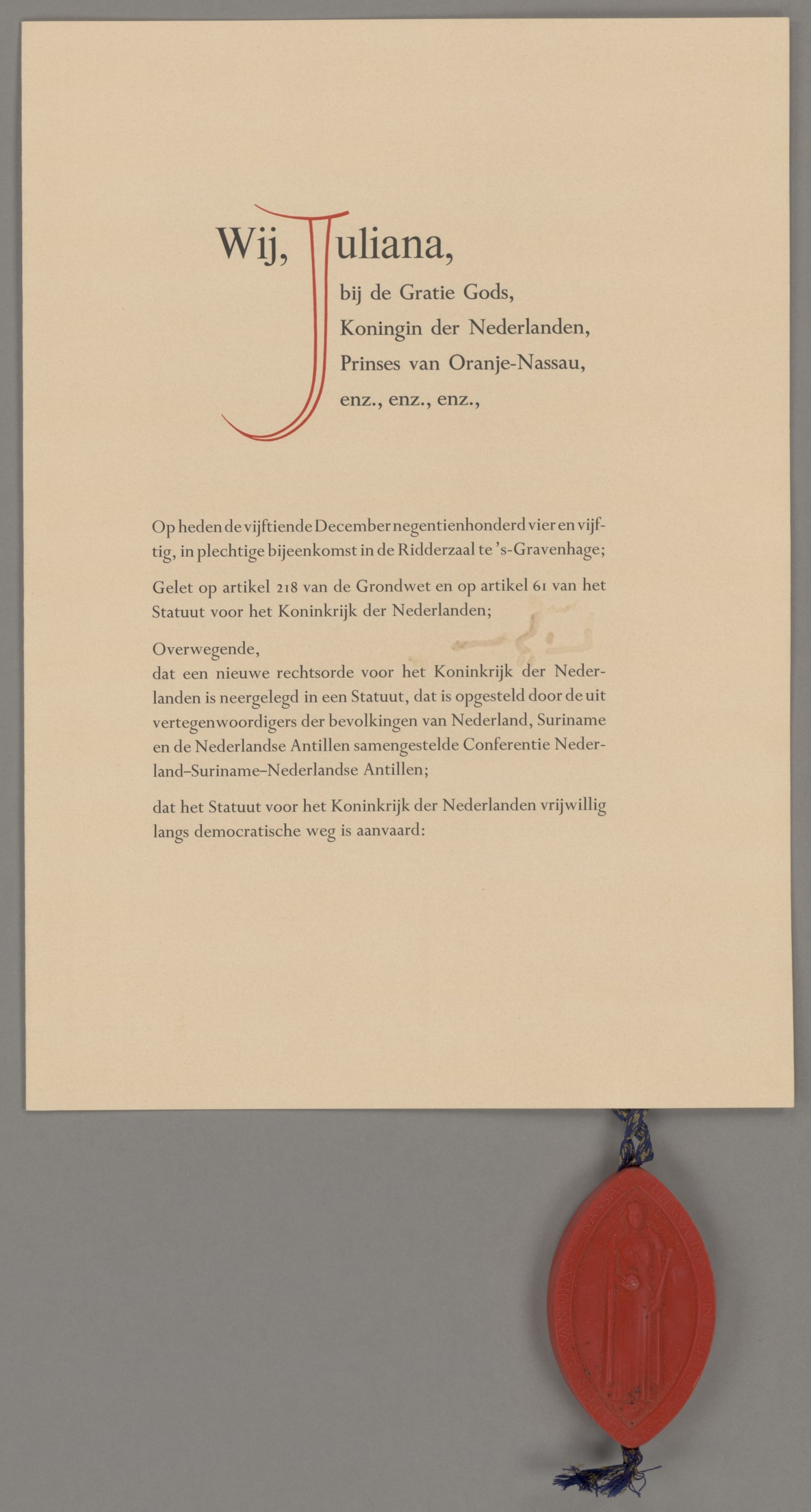
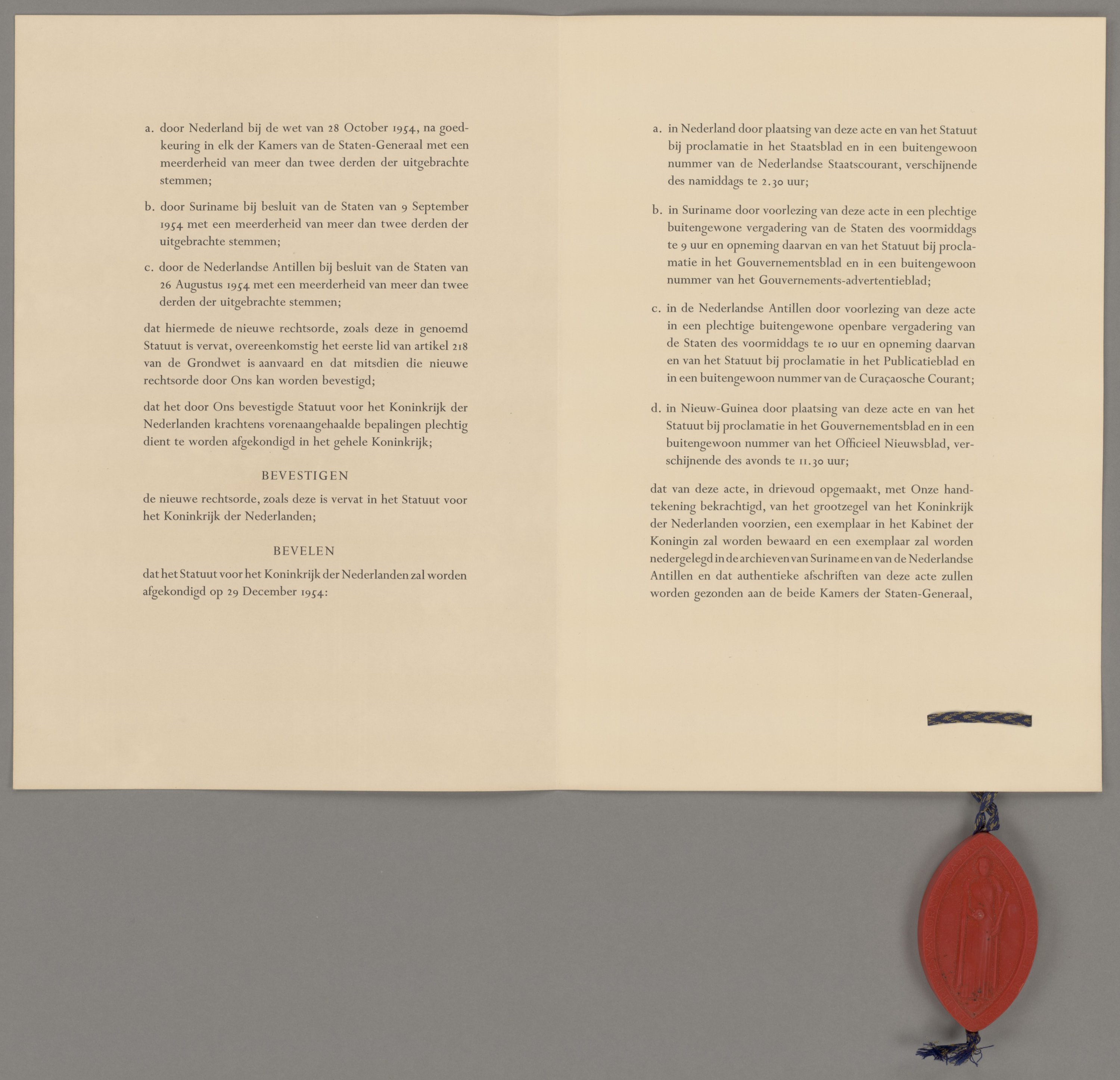
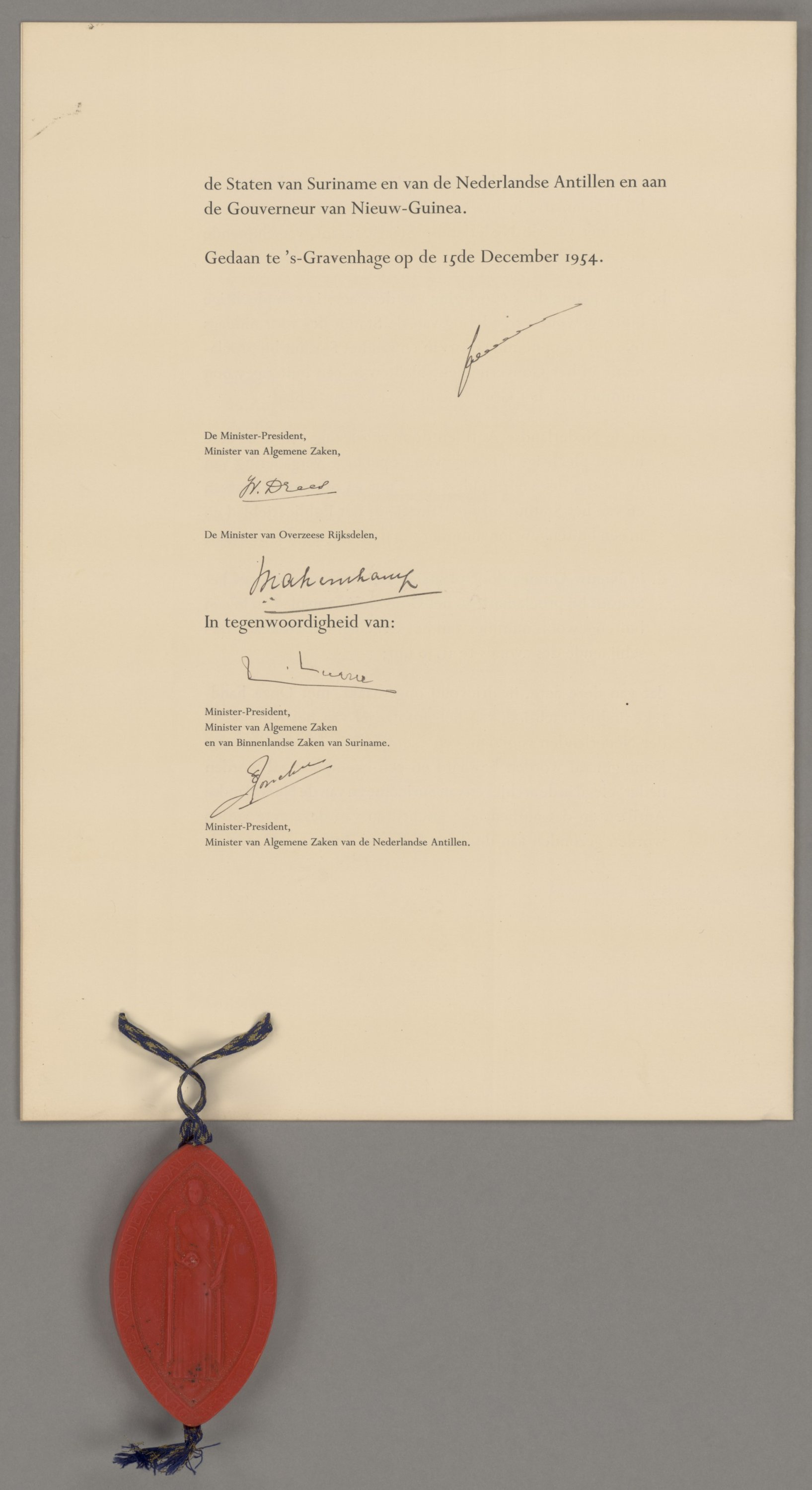
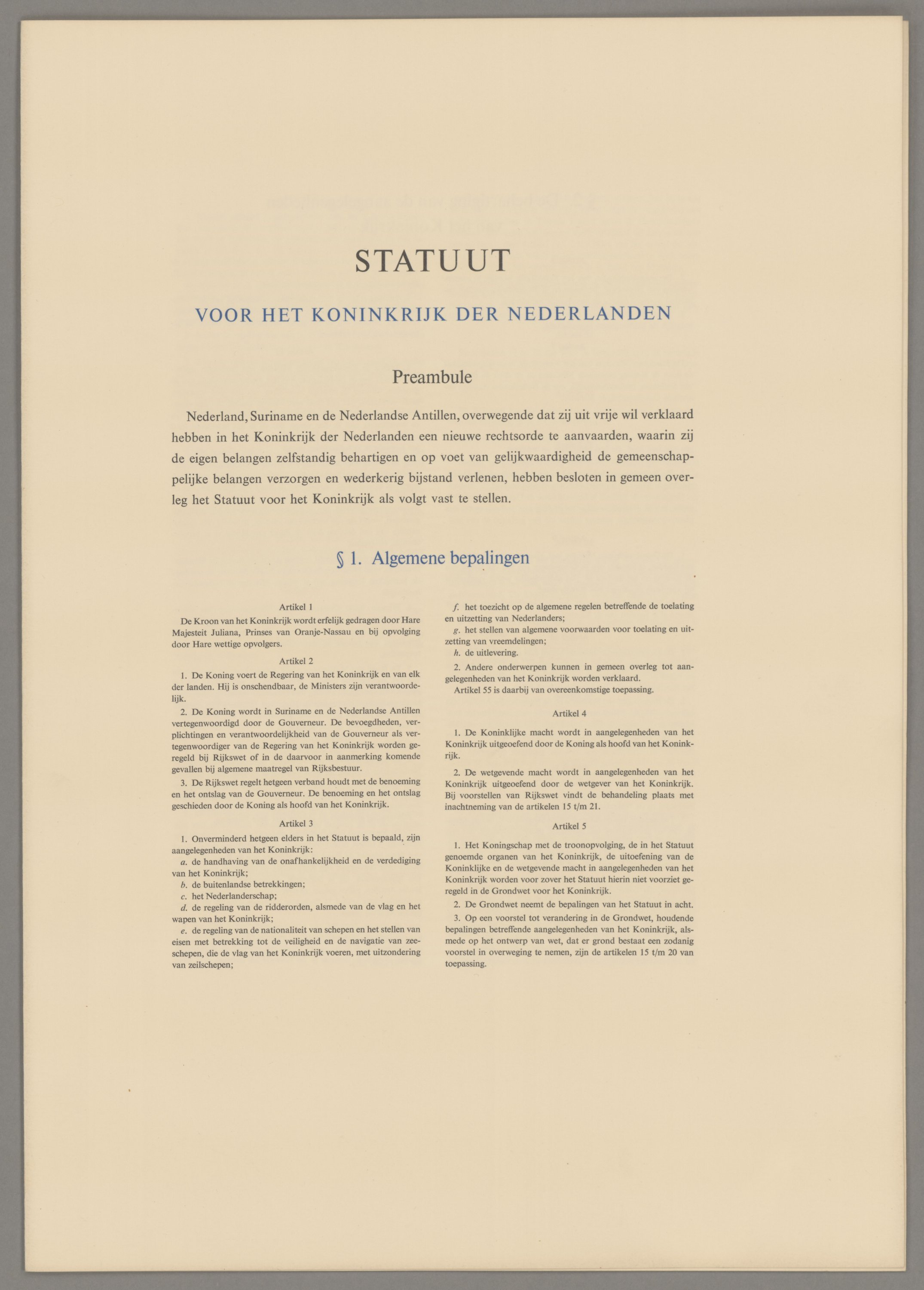
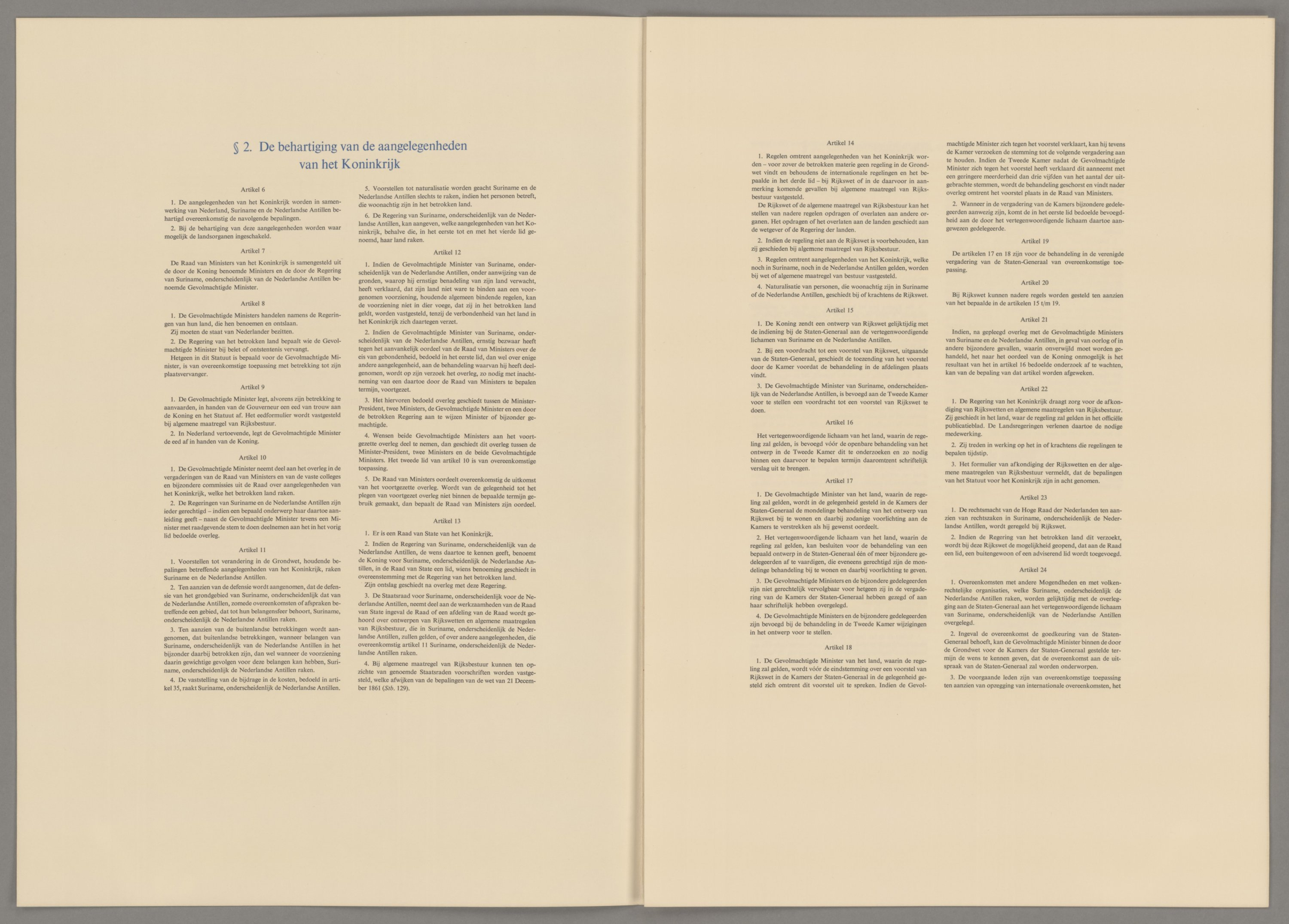
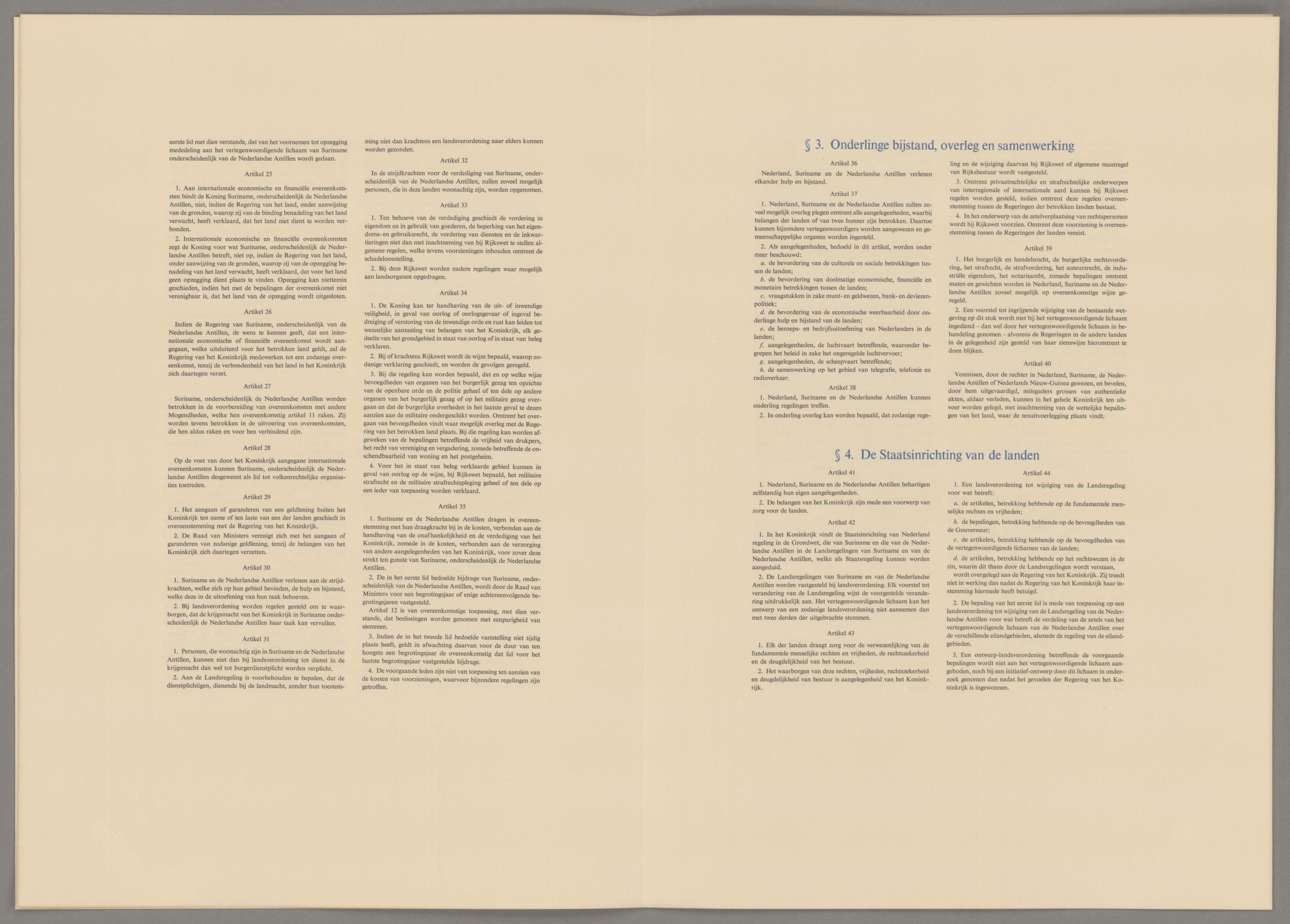
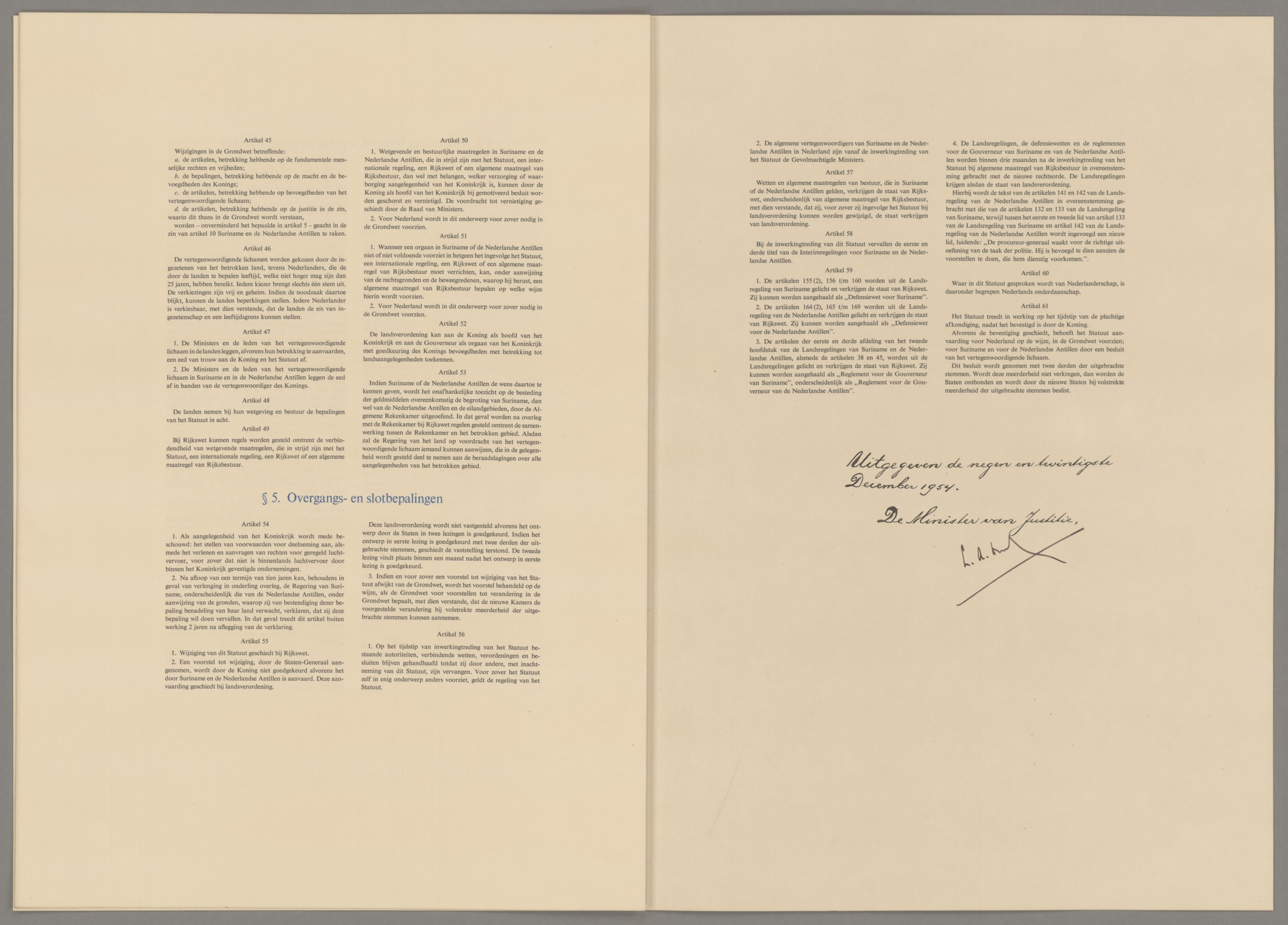